# Universidad Núr
La Universidad Núr es una universidad boliviana fundada en 1982 en la ciudad de Santa Cruz de la Sierra. Es la primera universidad privada de Bolivia, con excepción de la Universidad Católica Boliviana San Pablo, que tiene más antigüedad. La Universidad Núr tiene una subsede en la ciudad de La Paz. Perteneciente a la educación superior con carácter privado abrió sus puertas en 1985 con el objetivo de contribuir a un proceso educativo que facilite la transformación individual y social por medio del desarrollo de las capacidades humanas.

## Historia
En 1982 un grupo de personas de diferentes nacionalidades (Argentina, Estados Unidos, Canadá y Bolivia), inicia el trámite de solicitud de autorización para crear la universidad Núr. La propuesta fue presentada por 15 volúmenes con programas académicos en los niveles siguientes: siete carreras de licenciatura, dos de técnico superior, cuatro de técnico medio, una de maestría. El proceso duró aproximadamente dos años y concluyó con el Decreto Supremo N° 20441 de 28 de agosto de 1984 que aprueba y autoriza el establecimiento de la universidad Núr. 
La universidad inició su primer año académico en abril de 1985 con 97 Estudiantes, al año siguiente implementó el Colegio de Postgrado; paralelamente se estuvo tramitando su personería jurídica que concluyó con la obtención de la Res. Sup. 200033 de 12 de junio de 1985.
La universidad se separó administrativamente de la Fundación del Desarrollo Integral de Bolivia (FUNDESIB) y solicitó al ministerio de educación su tuición como cabeza de sector, así se obtuvo la Resolución Ministerial Nº 1123 de 28 de abril de 1988 que confirma los programas autorizados por Decreto Supremo anterior. Posteriormente mediante Res. ministerial 946 de 7 de abril de 1989, el Ministerio de Educación, dicta la primera norma regulatoria para las Universidades Privadas que existían hasta entonces.

## Programa de estudios
La Universidad Nur ofrece actualmente 14 carreras a nivel pre-grado y 21 a nivel postgrado. Cuenta con más de 4000 estudiantes en sus carreras y actividades educativas a nivel nacional.
La universidad tiene su sede central en la ciudad de Santa Cruz y una subsede en La Paz, desde que cerró su subsede en Cochabamba. También posee cinco centros remotos con más de diez programas formales que son ofrecidas bajo la modalidad de educación a distancia. Así mismo, la universidad tiene proyectos de extensión social dirigidos a personas de gobiernos municipales y organizaciones de sociedad civil como ONGs, y maestros rurales. 

### Centros en ciudades intermedias
La universidad tenía centros en ciudades intermedias como ser Villamontes, Pocitos, San Ignacio de Velasco, Camiri, Puerto Suarez, Caracollo, Uncia-Llallagua y Guarayos. Sin embargo, debido a cambios en la legislación para las universidades privadas, estos no pudieron continuar funcionando. Los centros funcionaban con una o dos carreras adaptadas a la necesidad del lugar y en convenio con instituciones locales. [cita requerida]

### Centro Puka Puka
Fue el único centro que se estableció en una comunidad indígena en conjunto con los Ayllus de la zona Federación de campesinos la comunidad y otros. Se llevó adelante un proceso participativo de construcción de currícula y se consolidó un técnico superior en gestión de desarrollo comunitario aprovechando insumos de más de dos décadas de experiencias institucionales programas no formales.
La estrategia con la que se implementó el centro fue otorgando becas completas a bachilleres  indígenas de zona rurales cerca de puka puka  y Organizar una estructura de administración de recursos logísticos compartidos.
Los docentes que facilitaron los talleres fueron los estudiantes y la comunidad cubría los gastos logísticos de los talleres materiales alimentación espacio físico etc.
La Universidad asumió el contrato de un monitor académico que tenía como labor principal asesorar y apoyar con diversas Estrategias de lectura y escritura método de estudio y estrategias para llevar adelante las prácticas exclusivo para el programa de esta gestión.
Los objetivos específicos se centraban al gestor en desarrollo para:
- Transmitir  conceptos y prácticas de liderazgo moral agricultura sostenible salud y nutrición trabajos comunales y cooperativos a los miembros de población rural y urbana para elevar sus condiciones de vida .
- Facilitar  la complementación de proyectos de organizaciones no Gubernamentales en el área de desarrollo aplicando tengo de comunicación para el trabajo comunitario.
- Administrar y  enseñar la administración de hogares y organizaciones comunitarias asociaciones cooperativas  empresas agropecuarias y pequeñas industrias

#### Centros en penitenciarias
Actualmente un centro en la cárcel de Palmasola donde se ha establecido la carrera de derecho es una forma rehabilitación para la posterior reinserción de los privados de libertad para su posterior re inserción a la sociedad. Éste centro ya posee alrededor de ocho años los primeros seis egresados para el 2019.
Es un sistema que tienen responsabilidad compartida entre los reclusos, la universidad Núr y la Iglesia Católica que trabaja en la cárcel.
El régimen penitenciario nacional ha expresado que gracias a este centro la cárcel de Palmasola es la más organizada de su régimen de auto gobierno y la que menos conflictos y crimen de todo tipo tiene de los centros penitenciarios del eje troncal.

## Licenciaturas
En el 2016 se culminó un proceso de adecuación curricular de acuerdo al reglamento vigente para universidades privadas uno de los cambios más relevantes es que las carreras se ajustan a un periodo de cuatro años el ministerio mediante RM 824/16 aprueba la adecuación de un conjunto de programas.
| N. | NIVEL        | Programa académico                    | Sede central/Subsede académica | Modalidad                 |
| 1  | Licenciatura | Administración de empresas            | Santa Cruz / La Paz            | Presencial/Semipresencial |
| 2  | Licenciatura | Ingeniería Comercial                  | Santa Cruz/ La Paz             | Presencial/Semipresencial |
| 3  | Licenciatura | Marketing                             | Santa Cruz/ La Paz             | Presencial/Semipresencial |
| 4  | Licenciatura | Ingeniería de Sistemas                | Santa Cruz                     | Presencial                |
| 5  | Licenciatura | Ingeniería Financiera                 | Santa Cruz/ La Paz             | Presencial/Semipresencial |
| 6  | Licenciatura | Contaduría Publica                    | Santa Cruz/ La Paz             | Presencial/Semipresencial |
| 7  | Licenciatura | Relaciones Internacionales            | Santa Cruz                     | Presencial                |
| 8  | Licenciatura | Derecho                               | Santa Cruz/ La Paz             | Presencial/Semipresencial |
| 9  | Licenciatura | Relaciones Publicas                   | Santa Cruz                     | Presencial                |
| 10 | Licenciatura | Turismo para el desarrollo sostenible | Santa Cruz                     | Presencial                |
| 11 | Licenciatura | Ciencias de la comunicación social    | Santa Cruz                     | Presencial                |
| 12 | Licenciatura | Ciencias de la Nutrición              | Santa Cruz                     | Presencial                |
| 13 | Licenciatura | Psicología                            | Santa Cruz                     | Presencial                |
| 14 | Licenciatura | Rede y Telecomunicaciones             | Santa Cruz                     | Presencial                |
| 15 | Licenciatura | Fisioterapia y Rehabilitación         | Santa Cruz                     | Presencial                |
| 16 | Licenciatura | Psicopedagogía                        | Santa Cruz                     | Presencial                |

### Sistema de Estudio
El sistema de estudio es presencial o también semipresencial. 
| N. | Postgrado (Maestría) | Programa académico                                        | Sede central/Subsede académica | Modalidad                             |
| 1  | Maestría             | Administración de empresas                                | Santa Cruz Santa Cruz/ La Paz  | Presencial Semipresencial             |
| 2  | Maestría             | Comercio Internacional                                    | Santa Cruz/ La Paz             | Presencial/Semipresencial A distancia |
| 3  | Maestría             | Salud Pública C/ Mención en gerencia de sistemas de salud | Santa Cruz/ La Paz             | Presencial A Distancia                |
| 4  | Maestría             | Desarrollo Social                                         | Santa Cruz/ La Paz             | Semipresencial                        |
| 5  | Maestría             | Gerencia Financiera                                       | Santa Cruz/ La Paz             | Presencial/Semipresencial             |
| 6  | Maestría             | Gerencias en Recursos Humanos                             | Santa Cruz/ La Paz             | Presencial/Semipresencial             |
| 7  | Maestría             | Auditoría                                                 | Santa Cruz/ La Paz             | Presencial/Semipresencial             |
| 8  | Maestría             | Marketing                                                 | Santa Cruz/ La Paz             | Presencial/Semipresencial             |
| 9  | Maestría             | Contabilidad y planificación tributaria                   | Santa Cruz/ La Paz             | Presencial/Semipresencial             |
| 10 | Maestría             | Educación Universitaria                                   | Santa Cruz/ La Paz             | Semipresencial                        |
| 11 | Maestría             | Gestión de proyectos de agua y saneamiento básico         | Santa Cruz                     | Semipresencial                        |

A nivel de postgrado cuenta también con los siguientes diplomados:

### Área Empresarial
- Administración y Auditoría de Seguridad de la información
- Alta Gerencia
- Aplicaciones de Marketing
- Desarrollo de Software
- Gerencia de Mercadeo
- Gerencia de Finanzas
- Finanzas corporativas
- Formación y Desarrollo de RR.HH.
- Gestión y dirección de RR.. HH.
- Desarrollo Humano
- Investigación Aplicada
- Resolución Efectiva de Conflictos

### Área Social
- Docencia Universitaria
- Comunicación Institucional
- Gerencia Hospitalaria
- Geriatría y Gerontología
- Derecho Procesal Civil
- Gestión Hotelera
- Psicopedagogía en educación inicial

## Autoridades Ejecutivas
Las autoridades del Órgano Ejecutivo de la Universidad Nur están conformadas, por El Rector como máxima autoridad ejecutiva y los Vicerrectores como principales apoyos a la gestión del Rector. El Rector es el representante de la Universidad y es la máxima Autoridad Ejecutiva designado por la Junta Fiduciaria, previa aprobación de la Asamblea General de Fundadores. El Rector y los Vicerrectores conforman el Consejo Directivo, conjunto tienen la misión principal de conducir la gestión institucional y académica de la Universidad, enmarcada en los lineamientos y políticas emitidas por los fundadores, las políticas de gestión emanadas por la Junta Fiduciaria, el marco normativo y legal del país, entre los elementos más importantes.

## Centro de Idiomas
La universidad posee el Centro Internacional de Idiomas Núr para la enseñanza del idioma inglés y portugués.

## Premios y reconocimientos
La universidad Núr ha logrado ha sido reconocida con las siguientes menciones.
- Centro de Excelencia
- Premio Forjadores de la Educación
- Certificación ISO 9001[6]
- Empleador líder

### Servicio a la comunidad - Interacción social
La Universidad Núr requiere que lo estudiantes realicen un mínimo de 120 horas de trabajo en servicio a la comunidad. Estas horas de trabajo están gestionadas por el Departamento de Universitarios al Servicio de la Comunidad (UNIRSE). Existen docentes que hacen el seguimiento al trabajo que los universitarios realizan con entidades públicas y privadas.